# キース・スウェット
キース・スウェット（Keith Sweat、1961年7月22日 - ）は、アメリカ合衆国ニューヨーク州出身のR&B歌手、作曲家、音楽プロデューサー。元GQメンバー。1980年代末にはニュージャックスウィングの楽曲をヒットさせた。

## 経歴
1980年代末に、非常に斬新だったニュージャックスウィングの先駆者として、活躍した。アルバム及びシングルは、ニュージャックスウィングの元祖テディー・ライリーが音楽制作をおこなった。R&B/ファンク/NJS系のヒットが目立つが、ミディアム／スローの曲も多く、バラード・シンガーの傾向も強い。1975年、14歳から「Jamilah」というバンドのリードシンガーとして音楽活動を開始。バンドはニューヨーク、ニュージャージー、コネチカットの3州を股にかけて活動していた。その後、GQに加入。グループを脱退後はソロに転向し、クラブ・シンガー、スタジオ・エンジニアなどを務めながら、デモテープ製作を行っていた。これらの活動を契機に、プロモーターであるヴィンセント・デイヴィスと接触、彼の主催するプロダクション「Vintertainment」と契約した。
1987年11月25日、デビュー・アルバムをエレクトラより発表。シングル「アイ・ウォント・ハー」が1988年にヒットし注目を浴びた。以後、2011年までに27枚のシングルと、15枚のアルバム（ライブ、ベスト、企画盤を含む）を発表している。これらの内、6枚のシングルがアメリカビルボードR&Bチャートで1位を獲得し、アルバム6枚がプラチナ・アルバムとなっている。発表したアルバムは全世界で合計2,500万枚以上を売り上げている。1991年のアルバム『キープ・イット・カミン』はRIAAによって100万枚コピーを認定された。。シンガーとしてだけではなく、オマー・チャンドラー、ドゥルー・ヒル、カット・クロース 、オール・スクール (Ol' Skool)、アイズレー・ブラザーズやシルク(90s)などのプロデュースも担当した 。1992年、活動拠点をニューヨークからジョージア州アトランタに移し、自らのレコードレーベル「Keia Entertainment」を立ち上げる。1997年にはジェラルド・レヴァート、ジョニー・ギルと「LSG」を結成して活躍した（LSGのプロジェクトは2006年のジェラルド・レヴァートの急逝に伴い、自然消滅となった）。
1997年には、アメリカン・ミュージック・アワードの最優秀R&B／ソウル男性アーティスト賞を獲得した。

## ディスコグラフィ

### スタジオ・アルバム
- 『メイク・イット・ラスト・フォーエヴァー』 - Make It Last Forever (1987年)
- 『アイル・ギヴ・オール・マイ・ラヴ・トゥ・ユー』 - I'll Give All My Love to You (1990年)
- 『キープ・イット・カミン』 - Keep It Comin' (1991年)
- 『ゲット・アップ・オン・イット』 - Get Up on It (1994年)
- 『キース・スウェット』 - Keith Sweat (1996年)
- 『スティル・イン・ザ・ゲーム』 - Still in the Game (1998年)
- 『ディドゥント・シー・ミー・カミング』 - Didn't See Me Coming (2000年)
- 『リバース』 - Rebirth (2002年)
- 『ジャスト・ミー』 - Just Me (2008年)
- 『ライディン・ソロ』 - Ridin' Solo (2010年)
- 『ティル・ザ・モーニング』 - Til the Morning (2011年)
- 『ドレス・トゥ・インプレス』 - Dress to Impress (2016年)
- 『プレイング・フォー・キープス』 - Playing for Keeps (2018年)

### LSG
- 『レヴァート、スウェット、ギル』 - Levert.Sweat.Gill (1997年)
- 『LSG2』 - LSG2 (2003年)

### シングル
- "I Want Her" (1987年)
- "Something Just Ain't Right" (1988年)
- "Make It Last Forever" (with Jacci McGhee) (1988年)
- "Don't Stop Your Love" (1988年)
- "Make You Sweat" (1990年)
- "Merry Go Round" (1990年)
- "I'll Give All My Love to You" (1990年)
- "Your Love - Part 2" (1991年)
- "Keep It Comin'" (1991年)
- "Why Me Baby" (featuring LL Cool J) (1992年)
- "I Wanna Love You Down" (1992年)
- "How Do You Like It" (featuring Left Eye) (1994年)
- "When I Give My Love" (1994年)
- "Get Up On It" (with Kut Klose) (1994年)
- "Twisted" (featuring Pretty Russ & Kut Klose) (1996年)
- "Nobody" (featuring Athena Cage) (1996年)
- "Just a Touch" (1997年)
- "Come With Me" (featuring Ronald Isley) (1997年)
- "Come And Get With Me" (featuring Snoop Dogg) (1998年)
- "I'm Not Ready" (1999年)
- "I'll Trade (A Million Bucks)" (featuring Lil' Mo) (2000年)
- "Real Man" (2001年)
- "One on One" (2002年)
- "Love U Better" (featuring Keyshia Cole) (2007年)
- "Suga Suga Suga" (featuring Paisley Bettis) (2008年)
- "Test Drive" (featuring Joe) (2010年)
- "Make You Say Ooh" (2011年)
- "Good Love" (2016年)